# Південноафриканський національний інститут біорізноманіття
Південноафриканський національний інститут біорізноманіття (англ. South African National Biodiversity Institute (SANBI)) — природоохоронна організація та дослідницький інститут, що веде та координує дослідження, а також здійснює моніторинг та звітує про стан біорізноманіття в Південно-Африканській Республіці.

## Історія
Південноафриканський національний інститут біорізноманіття був заснований 1 вересня 2004 року Законом про національне управління навколишнім середовищем, підписаний тогочасним президентом Табо Мбекі. Закон розширив повноваження попередника Південноафриканського національного інституту біорізноманіття — Національного ботанічного інституту, включивши в нього обов'язки, пов'язані з повним різноманіттям фауни та флори Південної Африки.
Національний ботанічний інститут (англ. National Botanical Institute (NBI)) був автономною статутною організацією, утвореною шляхом об'єднання управління Національних ботанічних садів та Ботанічного науково-дослідного інституту в 1989 році. Обидві ці організації були засновані на початку ХХ століття для збереження та вивчення надзвичайно багатої флори Південної Африки.
Інститут мав головний офіс у Кірстенбоші поблизу Кейптауна та сади та дослідницькі центри по всій Південній Африці. Він проводив програми екологічної освіти та підтримував бази даних і бібліотеки, що спеціалізувалися на інформації про рослинний світ Південної Африки. 1 вересня 2004 року Національний ботанічний інститут став Південноафриканським національним інститутом біорізноманіття (SANBI) відповідно до Закону 10 від 2004 року.

## Біологічне різноманіття Південної Африки
Південно-Африканська Республіка є однією з найбільш біологічно різноманітних країн у світі після Індонезії та Бразилії. Вона оточена 2 океанами, займає лише близько 2 % світової суші, але тут мешкає майже: 10 % світових рослин; 7 % рептилій, птахів і ссавців і 15 % відомих прибережних морських видів. Країна містить 9 біомів (унікальних рослинних ландшафтів), 3 з яких оголошені глобальними гарячими точками біорізноманіття.

## Діяльність
- Контроль та регулярне звітування про стан біорізноманіття Південно-Африканської Республіки, статус збереження всіх видів, що перебувають під загрозою зникнення, або видів, що перебувають під охороною, і екосистем та статус усіх інвазивних видів.
- Моніторинг та регулярне звітування про вплив будь-якого генетично модифікованого організму, який був випущений у навколишнє середовище, включаючи вплив на нецільові організми та екологічні процеси, місцеві біологічні ресурси та біологічне різноманіття видів, які використовуються для сільського господарства.
- Дорадчий і консультативний орган з питань, що стосуються біорізноманіття, для державних органів та інших зацікавлених сторін біорізноманіття.
- Координування та сприяння таксономії біорізноманіття Південної Африки.
- Створення, керування, контроль та підтримка всіх національних ботанічних садів Південно-Африканської Республіки.
- Створення, керування, контроль та підтримка гербаріїв та колекцій тварин і мікроорганізмів у відповідних місцях.
- Створення приміщень для експонування садівництва, екологічної освіти, зручностей для відвідувачів та досліджень.
- Проведення та сприяння дослідженням місцевого біорізноманіття та сталого використання місцевих біологічних ресурсів.
- Координування та впроваджування програм для відновлення екосистем, запобігання, контроль або викорінення занесених до переліку інвазивних видів[7].